# Brånamyran
Brånamyran este o arie protejată (arie specială de conservare — SAC, sit de importanță comunitară — SCI) din Suedia întinsă pe o suprafață de 40,3 ha, integral pe uscat.

## Localizare
Centrul sitului Brånamyran este situat la coordonatele 64°15′34″N 18°39′57″E / 64.2594°N 18.6657°E.

## Înființare
Situl Brånamyran a fost declarat sit de importanță comunitară în ianuarie 1997 pentru a proteja 2 specii de plante. Situl a fost protejat și ca arie specială de conservare în martie 2011.

## Biodiversitate
Situată în ecoregiunea boreală, aria protejată conține 4 habitate naturale: Taiga vestică, Mlaștini împădurite, Cursuri de apă de la nivel de câmpie la nivel montan, cu vegetație Ranunculion fluitantis și Callitricho-Batrachion, Mlaștini turboase de tranziție și turbării mișcătoare.
La baza desemnării sitului se află mai multe specii protejate de  plante (2): Herzogiella turfacea, Ranunculus lapponicus.